# Ophthalmoblysis fulvistrota
Ophthalmoblysis fulvistrota là một loài bướm đêm trong họ Geometridae.